# Janie Marèse
Jeanne Bugnot, dite Janie Marèse, est une actrice française née le 23 mai 1908 à Chartres (Eure-et-Loir) et morte accidentellement le 14 août 1931 à Sainte-Maxime (Var).

## Biographie

### Famille
Jeanne Marie Thérèse Bugnot est la fille de Charles Louis Bugnot (1877-1956), facteur de pianos, compositeur de musique, et de Thérèse Marguerite Elisabeth Jubault (1879-1960), domiciliés, lors de sa naissance à Chartres, 16 rue du Cygne, puis 1 rue du Cheval-Blanc.
Son père est notamment l’auteur d'une Gavotte pour piano (1902), de la musique d'un vaudeville opérette en un acte intitulé La bosse et la sagesse (1909), de Hésitation (valse lente pour piano), Souvenir de Bonheur (rêverie pour violon), Je pense à toi (mélodie pour chant, avec accompagnement de piano), Marche pour dirigeables (défilé pour piano), Le Pas des Druides (fantaisie-marche pour piano), Les Nymphes (mazurka pour piano).
Jeanne Bugnot se marie le 9 février 1929 à Paris 17e arrondissement avec Jean Jacques Léon Piganne.

### Carrière
Jeanne Bugnot commence sa carrière sur scène à l’âge de 14 ans, en 1922, au théâtre de Chartres à l'occasion d'un film-revue (La Ville au Bois-Dormant) organisé par Georges Pinchon, lors d'une représentation faite au profit du dispensaire antituberculeux, où elle se fait remarquer dans le rôle d'une princesse charmante.
Janie Marèse se lance ensuite dans l'opérette et commence sa carrière professionnelle au théâtre Marigny et au théâtre de l'Ambigu-Comique. Elle est ensuite engagée par le producteur Roger Richebé (1897-1989). Elle rencontre un grand succès dans le rôle de Nitouche dans le film Mam'zelle Nitouche de Marc Allégret. Remarquée par Jean Renoir, celui-ci l'engage pour être l'héroïne principale de son film La Chienne (1931).

### Mort accidentelle
Dans son autobiographie, Jean Renoir raconte les circonstances de sa disparition : « Georges Flamant, ébloui par la perspective de devenir une "star" s'était acheté une grosse voiture américaine. Il savait à peine conduire. Les prises de vue du film terminées, il emmena Janie Marèse dans sa voiture, eut un accident et la jeune femme fut tuée ». L'accident a eu lieu au lieu-dit La Garonnette près de Sainte-Maxime sur la Côte d'Azur. L'auto était conduite par Georges Flamant, son partenaire dans La Chienne dont ils venaient de terminer le tournage.

### Obsèques
Ses obsèques eurent lieu au Raincy un mois après sa mort, le lundi 14 septembre 1931, le temps que son frère, qui se trouvait également dans la voiture accidentée, se rétablisse.
Assistèrent notamment à ses obsèques Albert Carré, Raimu, Armand Lurville, Marcel Carpentier, Jean-Pierre Aumont, Albert Duvaleix, Paul Ollivier, Pierre Braunberger, Madeleine Guitty, Janine Crispin et Lugné-Poe.
Michel Simon ressentit le coup si douloureusement qu'au cours de l'enterrement il s'évanouit. Il fallut le soutenir pendant les quelques pas qu'il fit autour de sa tombe. Elle fut inhumée à l'ancien cimetière du Raincy.

## Filmographie
- 1929 : C'est par amour pour vous Madame d'Henri Lepage (court métrage)
- 1930 : Amours viennoises de Jean Choux et Robert Land
- 1931 : Les Quatre Jambes de Marc Allégret (court métrage)
- 1931 : Isolons-nous Gustave de Marc Allégret (court métrage)
- 1931 : Le Collier de Marc Allégret (court métrage)
- 1931 : Mam'zelle Nitouche de Marc Allégret : Denise de Flavigny
- 1931 : La Chienne de Jean Renoir